# 熱海殺人事件
『熱海殺人事件』（あたみさつじんじけん）は、つかこうへいの初期の代表的戯曲。文学座に書き下ろされ1973年11月26日に文学座アトリエにて初演、1974年の第18回岸田國士戯曲賞を最年少にて受賞した。1975年に新潮社から刊行の戯曲集『熱海殺人事件』に収録された。
紀伊國屋ホールを拠点に再演を続け、『熱海殺人事件モンテカルロイリュージョン』『売春捜査官』などつか自身の作・演出によるさまざまなバージョンが上演された。また、1976年につか自身により小説化され、角川文庫で出版された。1986年にはつか自身が脚本を手がけ同タイトルで映画化された。

## 概要
初演は1973年、文学座アトリエにて。そのときは藤原新平が演出を務め、刑事役は角野卓造が演じた。1975年にA班・B班・C班のトリプルキャストで上演され、1978年の紀伊国屋公演からはC班のキャスティングが採用された。それにより、初代木村伝兵衛は三浦洋一、初代刑事は平田満、初代犯人は加藤健一、初代ハナ子は井上加奈子という認識が一般的となっている。
主な登場人物は、タキシードを着た部長刑事・木村伝兵衛と、地方からやってきた新任の刑事、木村の愛人の婦人警官、恋人殺しの犯人の4人。物語の構図は、三流の犯人である大山金太郎を、木村伝兵衛が一流の犯人に育て上げる中で、新任の刑事、婦人警官、さらには木村自身も成長をしていくというもの。
1982年まではキャストも、木村伝兵衛が風間杜夫にバトンタッチされ、ハナ子も1981以降、角替和枝や岡本麗に変わった以外は変更が無く、内容もほとんど変化することはなかったが、1990年代から『熱海殺人事件』は様々なバージョンが作られ、変化している。基本となる設定や構図を残しつつ、役者を替えたり、台詞を変えたり、関係性や結末を変えたりしたもの、さらにバージョンによっては基本の物語すら異なるものもある。主役の木村伝兵衛の設定も、バージョンによって同性愛者だったり精神異常者だったり女性だったりする。1990年以降の婦人警官は水野朋子となる。
しかしながら、大音量の「白鳥の湖」をBGMに木村が電話でがなりたてるオープニングや、新任の刑事に渡す書類を地面にわざと落とし、木村が「拾ってください」というやり取り、木村が成長した犯人を花束で何度も打ち据えるシーンなど、この作品の名物となっている部分は、形は変わりつつも、どのバージョンにも数多く残っている。

### 異版
主なものとして『熱海殺人事件』、『ソウル版熱海殺人事件』、『熱海殺人事件ザ・ロンゲストスプリング』、『熱海殺人事件モンテカルロ・イリュージョン』、『熱海殺人事件妹よ』、『熱海殺人事件サイコパス』、『売春捜査官』、『平壌から来た女刑事』がある。いずれもつかこうへい脚・演出による。また、さまざまな形・場所で上演されている作品であるが紀伊國屋ホールでの作品はつかこうへいの手で上演され続けていた。
つかこうへい死去後も、つかこうへい事務所制作により紀伊國屋ホールで『熱海殺人事件NEXT』を上演している。「紀伊國屋つかこうへい復活祭」と銘打ち、つかこうへい死去の翌年2011年に上演 。今後もつかこうへいの遺志として紀伊國屋ホールで上演し続ける予定としている。

## あらすじ
警視庁にその人ありと言われた木村伝兵衛部長刑事のもとに、富山県警から新人刑事・熊田留吉がやってくる。彼らと、伝兵衛につかえる婦人警官・ハナ子の３人は、熱海で田舎者の工員が幼馴染の女工を殺した事件を捜査する。しかし、この取るに足らない事件に不服な伝兵衛は、この事件を捜査し甲斐のある大事件に仕立て、犯人・大山金太郎を立派な犯人に育て上げるべく、荒唐無稽な手法で取り調べを進めていく――。

## 主な登場人物
木村 伝兵衛
演 - 三浦洋一、須永克彦、風間杜夫、塩見三省、錦織一清、戸塚祥太、池田成志、由見あかり、阿部寛、黒谷友香、赤塚篤紀、馬場徹、味方良介、荒井敦史、多和田任益 、高橋龍輝(シャッフル公演)、栗田学武
部長刑事。
熊田留吉
演 - 平田満、岡森諦、春田純一、山本亨、及川いぞう、鈴木祐二（現神尾佑）、武田義晴、黒川恭佑、石田明（NON STYLE）、佐伯大地、細貝圭、多和田任益、MANNY（レノ聡）、辻凌志朗
新任刑事。
大山金太郎
演 - 加藤健一、酒井敏也、山崎銀之丞、吉田智則、戸塚祥太、柳下大、小川岳男、逸見輝羊、竹中凌平、敦貴（α‐X's）、尾崎匠海（α‐X's）、中尾明慶、佐藤友祐（lol）、玉城裕規、池岡亮介、松村龍之介 、磯野大、一色洋平、多和田任益: 犯人。
ハナ子
演 - 井上加奈子、岡本麗、長谷川京子、大谷英子、愛原実花
婦人警官。
水野朋子
演 - 黒谷友香、平栗あつみ、鈴木聖子、内田有紀、黒木メイサ、藤沢かりん、木﨑ゆりあ、今泉佑唯、階戸瑠李、馬場ふみか、愛原実花、新内眞衣、向井地美音（AKB48）、能條愛未、兒玉遥、桜彩、多和田任益(シャッフル公演)、: 婦人警官。

## 主な上演履歴
初演から劇団つかこうへい事務所公演およびソウル版
| 上演年          | 上演年          | 演出         | 部長刑事 木村 伝兵衛 | 新人刑事 熊田 留吉 | 婦人警官 ハナ子 | 犯人 大山 金太郎 | 備考 |
| --------------- | --------------- | ------------ | -------------------- | ------------------ | --------------- | ---------------- | --- |
| 1973年 （初演） | 1973年 （初演） | 藤原新平     | 金内喜久夫           | 角野卓造           | 川畑佳子        | 吉田竹広         | 文学座アトリエ公演                                                                                                 |
| 1974年          | 1974年          | 中野幾夫     | 原敬司               | ?                  | ?               | 加藤健一         | 加藤健一が所属する劇団「新芸」がつかの許可を得て渋谷のプルチネラにて上演。                                         |
| 1975年          | A               | つかこうへい | 坂本長利             | 平田満             | 井上加奈子      | あがた森魚       | VAN99ホールにて上演。つかの演出による上演はこれが最初。トリプルキャストで上演され、以降C班のキャストが定番となる。 |
| 1975年          | B               | つかこうへい | 須長克彦             | 三浦洋一           | 井上加奈子      | 加藤健一         | VAN99ホールにて上演。つかの演出による上演はこれが最初。トリプルキャストで上演され、以降C班のキャストが定番となる。 |
| 1975年          | C               | つかこうへい | 三浦洋一             | 平田満             | 井上加奈子      | 加藤健一         | VAN99ホールにて上演。つかの演出による上演はこれが最初。トリプルキャストで上演され、以降C班のキャストが定番となる。 |
| 1976年          | 1976年          | つかこうへい | 三浦洋一             | 平田満             | 井上加奈子      | 加藤健一         | 紀伊國屋ホールで初上演。                                                                                           |
| 1978年          | 1978年          | つかこうへい | 三浦洋一             | 平田満             | 井上加奈子      | 加藤健一         | |
| 1979年          | 1979年          | つかこうへい | 三浦洋一             | 平田満             | 井上加奈子      | 加藤健一         | |
| 1980年          | 1980年          | つかこうへい | 風間杜夫             | 平田満             | 井上加奈子      | 加藤健一         | |
| 1981年          | 1981年          | つかこうへい | 風間杜夫             | 平田満             | 角替和枝        | 加藤健一         | |
| 1982年          | 1982年          | つかこうへい | 風間杜夫             | 平田満             | 岡本麗          | 加藤健一         | 劇団つかこうへい事務所としての最後の上演。                                                                         |
| 1985年          | 1985年          | つかこうへい | チョン・ムソン       | カン・テェギ       | キム・ジスク    | チェ・ジュボン   | 韓国・ソウル文芸会館での上演。                                                                                     |
| 1987年          | 1987年          | つかこうへい | チョン・ムソン       | カン・テェギ       | キム・ジスク    | チェ・ジュボン   | 1985年のソウル版の日本上演（紀伊國屋ホール）。                                                                     |

演劇活動再開後のつかこうへいが携わった主な公演
| 上演年                 | バージョン                   | 演出         | 部長刑事 木村 伝兵衛        | 新人刑事 熊田 留吉         | 婦人警官 水野朋子        | 犯人 大山 金太郎 | 備考 |
| ---------------------- | ---------------------------- | ------------ | --------------------------- | -------------------------- | ------------------------ | ---------------- | --- |
| 1990年                 | オン・ザ・カントリー・ロード | つかこうへい | 塩見三省／岡森諦            | 岡森諦／春田純一           | 平栗あつみ               | 酒井敏也         | 紀伊國屋ホールで初上演。                                                                                  |
| 1991年                 | ザ・ロンゲスト・スプリング   | つかこうへい | 池田成志                    | 春田純一                   | 平栗あつみ               | 酒井敏也         | 紀伊國屋ホールで初上演。                                                                                  |
| 1992年                 | ザ・ロンゲスト・スプリング   | つかこうへい | 池田成志                    | 春田純一                   | 平栗あつみ               | 山崎銀之丞       | 紀伊國屋ホールで初上演。                                                                                  |
| 1993年                 | ザ・ロンゲスト・スプリング   | つかこうへい | 池田成志                    | 春田純一                   | 平栗あつみ               | 山崎銀之丞       | シアターXにて勝ち抜き演劇合戦の一環として上演。                                                           |
| 1993年                 | モンテカルロ・イリュージョン | つかこうへい | 阿部寛                      | 山本亨 （速水健作刑事）    | 平栗あつみ               | 山崎銀之丞       | シアターXにて勝ち抜き演劇合戦の一環として上演。木村伝兵衛が元オリンピック選手で同性愛者であるという設定。 |
| 1993年                 | 妹よ                         | つかこうへい | 及川いぞう （朝倉万吉刑事） | 鈴木鉄馬 （舟木一夫刑事）  | 鈴木聖子                 | 山崎銀之丞       | シアターXにて勝ち抜き演劇合戦の一環として上演。鈴木聖子演じる婦警が実は木村伝兵衛であるという設定。       |
| 1994年～1996年・1998年 | モンテカルロ・イリュージョン | つかこうへい | 阿部寛                      | 山本亨 （速水健作刑事）    | 平栗あつみ               | 山崎銀之丞       | 1994年はシアターX、1995年からはパルコ劇場にて上演。                                                       |
| 1996年～1999年         | 売春捜査官                   | つかこうへい | 由見あかり                  | 田中竜一                   | 戸田禎幸（戸田禎幸刑事） | 吉田智則         | 大分市つかこうへい劇団の公演。                                                                            |
| 1998年                 | サイコパス                   | つかこうへい | 石原良純                    | 鈴木祐二神尾佑（榊原検事） | 鈴木聖子                 | 小川岳男         | 北区つかこうへい劇団の公演。石原良純スペシャル。                                                          |
| 1999年                 | サイコパス                   | つかこうへい | 石原良純                    | 鈴木祐二神尾佑（榊原検事） | 小西真奈美               | 小川岳男         | 北区つかこうへい劇団の公演。石原良純スペシャル。                                                          |
| 2002年                 | モンテカルロ・イリュージョン | つかこうへい | 阿部寛                      | 春田純一（速水健作刑事）   | 内田有紀                 | 小川岳男         | 紀伊國屋ホールで初上演。                                                                                  |

つかこうへい以外の演出による主な上演
| 上演年 | 演出             | 部長刑事 木村 伝兵衛 | 新人刑事 熊田 留吉 | 婦人警官 ハナ子／水野朋子 | 犯人 大山 金太郎 | 備考 |
| ------ | ---------------- | -------------------- | ------------------ | ------------------------- | ---------------- | --- |
| 2011年 | 岡村俊一         | 山崎銀之丞           | 武田義晴           | 長谷川京子                | 柳下大           | 「紀伊國屋つかこうへい復活祭」と銘打ち『熱海殺人事件NEXT～くわえ煙草伝兵衛捜査日記』として紀伊國屋ホール上演。 |
| 2012年 | 岡村俊一         | 山崎銀之丞           | 武田義晴           | 長谷川京子                | 中村蒼           | 『熱海殺人事件NEXT～くわえ煙草伝兵衛捜査日記』（2011年）の再演。                                               |
| 2015年 | いのうえひでのり | 風間杜夫             | 平田満             | 愛原実花                  | 中尾明慶         | 紀伊國屋ホールにて上演。風間と平田のコンビが33年ぶりに復活し、つかの娘・愛原との共演で話題となる。             |
| 2024年 | 小田竜世         | 晃映ヒロ             |                    | 吉川友・音羽美可子        | 鮫島拓馬         | すみだパークシアター倉にて上演。                                                                               |
| 2025年 | 錦織一清         | 宮原奨伍             | 渋谷天笑           | 松村彩永                  | 新井元輝         | 新宿シアタートップスにて上演。                                                                                 |

## 書誌情報
- 「熱海殺人事件」『新劇』（1973年12月号、20巻12号、通巻248、白水社、p.116-144） - 文学座アトリエ公演台本として掲載。のちに第18回岸田國士戯曲賞を受賞。
- 「熱海殺人事件」『新劇』（1974年3月号、21巻3号、通巻251、白水社、p.116-144） - 第十八回『新劇』岸田戯曲賞受賞作品として掲載。文学座アトリエ公演台本とほぼ同じだが、一部相違がある。
- 『熱海殺人事件』（1975年、新潮社）- VAN99ホールでのつか自身の演出による上演ののちに刊行。
- 「熱海殺人事件」『戦争で死ねなかったお父さんのために』新潮社文庫（1979年、新潮社）
- 『定本 熱海殺人事件』（1981年、角川書店）
- 『熱海殺人事件』角川文庫（1985年、角川書店、ISBN 4-04-142214-0）
- 「水野朋子物語-熱海殺人事件」『つかこうへい戯曲シナリオ作品集 １』（1987年、白水社、ISBN 4-560-03486-9） -1987年上演の「ソウル版 熱海殺人事件」をもとに改稿。
- 『新・熱海殺人事件』（1990年、白水社、ISBN 4-560-03353-6）
- 『熱海殺人事件 ザ・ロンゲスト・スプリング 決定版』（1992年、白水社、ISBN 4-560-03368-4）
- 『熱海殺人事件売春捜査官』（1996年、メディアファクトリー、ISBN 4-88991-372-6）
- 「熱海殺人事件-傷だらけのジョニー」『つかこうへい戯曲シナリオ作品集 ４』（1996年、白水社、ISBN 4-560-03489-3）
- 「熱海殺人事件-モンテカルロ・イリュージョン」『つかこうへい戯曲シナリオ作品集 ４』（1996年、白水社、ISBN 4-560-03489-3）

## 小説
『小説 熱海殺人事件』と題して1976年につかこうへい自身により小説化され、角川文庫で出版された。

### 書誌情報（小説）
- 小説 熱海殺人事件（1976年3月5日、角川文庫、ISBN 978-4-04-142201-4）

## 映画版
1986年、フジテレビジョンなどの製作、ジョイパックフィルムの配給により公開。監督は高橋和男で、原作者のつかが脚本も担当している。つかは脚本執筆にあたり、木村伝兵衛の名では仲代達矢の重みを支えられないとして役名を二階堂伝兵衛に変更した。配給収入は4.1億円。併映作は『四月の魚』。
この映画版『熱海殺人事件』は、同様につか戯曲を映画化した『蒲田行進曲』（1982年）が多くの称賛を浴びて成功したのとは一転して、舞台の『熱海殺人事件』を愛するファンや演劇人から酷評された。

### キャスト
- 二階堂伝兵衛：仲代達矢
- 熊田留吉：風間杜夫
- 水野朋子：志穂美悦子
- 大山次郎：竹田高利
- 熊田うめ：中村たつ
- 二階堂洋子：高橋かおり
- 藤枝：岡本富士太
- 看守：平泉成
- 高倉裁判長：三谷昇
- 猿渡：石丸謙二郎
- 囚人：酒井敏也
- 吉岡：益岡徹
- 留吉の母：野村昭子
- 洋子の乳母：川上夏代
- 吉岡の妻：小柳みゆき
- 鬼島の息子：隆大介
- 朋子の婚約者：江藤潤
- 美由紀：大西多摩恵
- 飯山長官：高橋悦史
- 鬼島作二：大滝秀治

### スタッフ
- 製作総指揮：日枝久
- 原作・脚本：つかこうへい
- 監督：高橋和男
- 音楽：久石譲
- 撮影：田村正毅
- 美術：小川富美夫
- 編集：諏訪三千男

### 受賞歴
- 第10回日本アカデミー賞 優秀主演男優賞（仲代達矢）[11]

### 書誌情報（シナリオ）
- 「二階堂伝兵衛捕物帳1-熱海殺人事件」『つかこうへい戯曲シナリオ作品集 １』（1987年、白水社、ISBN 4-560-03486-9）